# إبراهيم الورداني
إبراهيم  الورداني شاب صيدلي مصري من أعضاء الحزب الوطني الذي أسسه مصطفى كامل ومؤسس الجمعية السرية «جمعية التضامن الأخوي». قام عام 1910 باغتيال بطرس غالي رئيس النظار المصري التاسع، فحكم عليه بالإعدام، وتحول إلى بطلٍ شعبي.

## حياته
كان إبراهيم ناصف الورداني يتيماً في صغره فكفله أحد أقاربه من الباشوات وأرسله بعد إنهاء دراسته المدرسية بتفوقٍ ليدرس الصيدلة في لوزان-سويسرا (06-1908) ثم إلى إنجلترا حتى عام 1909 ليحصل على شهادةٍ أخرى في الكيمياء، وعاد إلى مصر في (كانون الأول/يناير 1909) ليفتتح بمساعدة قريبه الباشا صيدليةً في شارع عابدين بالقاهرة. انضم عضواً في الحزب الوطني الذي يرأسه محمد فريد، والذي غدا بعد ذلك على ارتباطٍ بجمعية مصر الفتاة التي أصبح الورداني عضواً فيها أيضاً وكذا جمعية «اليد السوداء»، وأخذ يكتب في «اللواء» صحيفة الحزب الوطني، وصحيفة «المؤيد». ثم أسس «جمعية التضامن الأخوي» السرية التي نصّ قانونها على أن من ينضم إليها يجب أن يكتب وصيته، والتي قامت خلية منها فيما بعد بمحاولة اغتيال الخديوي عباس حلمي الثاني.

## إغتيال بطرس غالي
كان بطرس غالي رئيس النظار لمصر وقتها، وكان في نظر المصريين خائن ومعاون للإحتلال الإنجليزي ضد وطنه، حيث كان ناظر الحقانية الذي عُيِّن قاضياً في حادثة دنشواي عام 1907 وقضى بإعدام 4 مصريين وسجن وجلد الآخرين من أهالي دنشواي، وكذك عمل على إعادة العمل بقانون المطبوعات لتشديد الرقابة على الصحافة عقب الحادث.
كذلك كان أبرز داعمي اتفاق الحكم الثنائي على السودان (الذي وقعه غالي كناظرٍ للخارجية عام 1899 بعد حملة كتشنر لاستعادة السودان -التي موّلتها مصر بالكامل- وجاء فيها تركيز كافة السلطات بيد الحاكم الذي يكون إنجليزياً ولا يعزل إلا بموافقة بريطانيا، وعدم سريان التشريعات المصرية في السودان، ومشروع قانون تمديد امتياز قناة السويس أربعين سنة أخرى (بعد انتهائه عام 1968) مقابل مبلغٍ من المال تدفعه الشركة الفرنسية صاحبة الامتياز إلى الحكومة المصرية على أربعة أقساطٍ إلى جانب نسبةٍ من الأرباح.
طالبت الحركة الوطنية بعرض مشروع القانون على الجمعية العمومية، وقام الحزب الوطني ورئيسه محمد فريد -الذي استطاع الحصول على نسخةٍ من المشروع ونشرها في صحيفة «اللواء»- بحملةٍ لحشد المصريين ضد القانون. وافق الخديوي عباس حلمي الثاني على عرض المشروع على الجمعية، وحُدّد يوم 10 شباط/فبراير 1910م لعقد جلسةٍ لمناقشته. في تلك الجلسة حضر شاب يدعى إبراهيم ناصف الورداني ورأى دفاع غالي عن المشروع (كان سعد زغلول حاضراً بصفته وزيراً ويقال إنه كان من مؤيّدي المشروع)، وتأثر بالمناقشات وخرج عازماً على وضع حدٍّ لحياة بطرس غالي.
وبالفعل قام إبراهيم الورداني بعد عشرة أيامٍ باغتيال بطرس غالي أمام وزارة الخارجية في الواحدة ظهيرة يوم 20 شباط/فبراير 1910 حيث أطلق عليه ست رصاصاتٍ أصابت ثنتان منها رقبته.

### نتائج الاغتيال
كان اغتيال بطرس غالي أول جريمة اغتيال سياسيةٍ في مصر منذ أن اغتال سليمان الحلبي الجنرال كليبر خليفة نابليون في قيادة الحملة الفرنسية، وتزامن مع مشروع مد امتياز قناة السويس وما رافقه من تعبئةٍ شعبيةٍ والنظر فيه من قِبل الجمعية العمومية التي رفضت مشروع القانون. اعترف الورداني بكل شجاعةٍ بتخطيط وتنفيذ الاغتيال.
كان الاغتيال سبباً بإنشاء المكتب السياسي في البوليس المصري الذي هدف إلى تعقب السياسيين وذوي الاتجاهات الوطنية، وعُيّن أول رئيسٍ له «فليبدس بك» وهو يوناني متمصّر عرف عنه الفساد إذ سجن بعد ذلك خمسةَ أعوامٍ لجرائم تتعلق بالفساد والرشوة.
تألفت عقب اغتيال غالي حكومة جديدة برئاسة «محمد سعيد باشا» شغل سعد زغلول فيها ناظر الحقانية، فصودرت الحريات، ونُفي محمد فريد رئيس الحزب الوطني خارج مصر، وتحالف الخديوي عباس حلمي الثاني مع الإنجليز وعادت سياسة الوفاق بينهما مرة أخرى.

## محاكمته
مثل الورداني أمام المحكمة في أبريل 1910م برئاسة الإنجليزي دلبر وجلي، وكان من المحامين الذين حضروا للدفاع عنه «أحمد بك لطفي السيد» و«عبد العزيز بك فهمي» و«علي بك علوبة» وإبراهيم بك الهلباوي. حاول الإنجليز دفع عملائهم لإعطاء القضية بعداً طائفياً فأخرجوا مظاهرةً تهتف «تسلم إيدين الورداني، قتل بطرس النصراني»، فخرجت رداً عليها مظاهرة وطنية تهتف «تسلم إيدين الورداني، قتل بطرس البريطاني».
وعند التحقيق معه قال إنه قتل بطرس نيروز غالي «لأنه خائن للوطن»، وكرر اعترافه أثناء المحاكمة وأكد بكل شجاعةٍ عدم ندمه، واعترف أنه فكّر في قتله عندما حضر جلسة الجمعية العمومية ورأى بعينيه تصرفات غالي المتعجرفة تجاه أعضاء المجلس، وقبض على كثيرٍ من أعضاء جمعية «التضامن الأخوي» في حينه، لكن الورداني وبشجاعةٍ أصر على أنه قام بعمله بنفسه وتخطيطه دونما معونةٍ من أحد فبُرّئ المتهمون الآخرون جميعاً. كشف التحقيق بمقتل عالي عن خمسٍ وثمانين جمعيةً سريةً تعمل خفيةً.
وجهت تهمة القتل العمد مع سبق الإصرار للورداني، وهي جريمة عقوبتها الإعدام، وانشغل الرأي العام المصري بالحادث انشغالاً كبيراً، حتى فشت تلك الفترة خطابات التهديد إلى النظار (الوزراء) وكبار المسؤولين في الدولة.
قام بالتحقيق في القضية النائبُ العام عبد الخالق باشا ثروت (رئيس الوزراء بعدئذٍ مرتين في العشرينات)، وذكر في مرافعته أن الجريمة المنظورة أمام المحكمة جريمةٌ سياسيةٌ وليست من الجنايات العادية (نظرت لدى محكمة الجنايات جرّاء إصرار الممثل العام البريطاني السير ونجت نتيجة عقابيل المحكمة الخاصة بحادثة دنشواي وأحكامها)، وأنها «بدعة ابتدعها الورداني بعد أن كان القطر المصري طاهراً منها» وطالب بالإعدام، فيما نافح الدفاع عن أن الورداني مختل عقلياً، لكن النقطة التي دار الجدل حولها هي ادعاء الدفاع أن الوفاة -التي حدثت صباح اليوم التالي- تمت بسبب العملية التي أجريت لغالي لاستخراج الرصاصات من جسمه، وأن الاعتداء عليه لم يؤدِّ للوفاة مستنداً إلى أنه لم يتم تشريح الجثة لمعرفة سبب الوفاة، فشكلت لجنة من ثلاثة أطباء؛ إنجليزيان ومصري للدراسة والتقرير، وكعادتهم -في الحالات التي تمس قضيةً وطنيةًً- غالباً ما ينقسم الإنجليز والمصريون، فقرر الطبيبان الإنجليزيان الوفاة بسبب إطلاق النار فيما أناطها الطبيب المصري بالعملية الجراحية، وأخذت المحكمة بالرأي الأول.
ويوم 18 مايو 1910م أصدرت محكمة الجنايات حكمها بالإعدام، وأرسل الحكم إلى المفتي الشيخ بكري الصدفي لإقراره، لكنه تعاطفاً رفض ولمّح إلى ما جاء في مرافعة الدفاع من إحالة المتهم إلى لجنةٍ طبيةٍ لمراقبة قواه العقلية، إلا أن المحكمة لم تأخذ برأيه، وكانت تلك سابقة أن يعترض المفتي على حكم محكمة الجنايات، ونفِّذ الحكم في 28 حزيران/يونيو.

## في الثقافة الشعبية
تحوّل إبراهيم ناصف الورداني إلى بطلٍ شعبي ورمزٍ وطني تنظم فيه الأشعار والأزجال، ومنها الشعر الشعبي: «قولوا لعين الشمس ما تحماشي لاحسن غزال البر صابح ماشي» والذي استعير مطلعه لأغنيةٍ شهيرةٍ في الستينات، وانتشرت حملات توقيع العرائض للعفو عنه، وخرجت المظاهرات -وخاصةً يوم إعدامه-، وشاعت صوره في المقاهي والأماكن العامة حتى لقد صدر قرار يُجرّم أي مصري يحتفظ بصورة الورداني وبقي القرار سارياً حتى ثورة يوليو 1952م.